# Primul Film cu Doug
Primul film cu Doug este un film de animație din anul 1999 bazat pe serialul de televiziune Doug produs de Nickelodeon. Este produs de Walt Disney Television Animation și Jumbo Pictures fiind distribuit de Buena Vista Pictures pe 26 martie 1999.